# 乔纳道尔拜尔蒂
乔纳道尔拜尔蒂，是匈牙利琼格拉德州所辖的一个村。总面积15.32平方公里，总人口455，人口密度29.7人/平方公里（2011年1月1日）。